# Các đội tuyển bóng đá quốc gia Việt Nam năm 2018
Dưới đây là lịch và kết quả thi đấu của một số đội tuyển bóng đá quốc gia Việt Nam các cấp trong năm 2018. Bàn thắng của các đội tuyển Việt Nam được liệt kê trước.
Đây được coi là năm thành công và đáng nhớ nhất trong lịch sử bóng đá Việt Nam.

## Nam

### Đội tuyển nam quốc gia
Vòng loại Cúp bóng đá châu Á 2019 (Vòng 3)
| Ngày                                                                 | Địa điểm      | Đối thủ | Tỉ số | Vòng đấu | Cầu thủ ghi bàn      | Chi tiết |
| -------------------------------------------------------------------- | ------------- | ------- | ----- | -------- | -------------------- | -------- |
| 27 tháng 3                                                           | Amman, Jordan | Jordan  | 1–1   | Bảng C   | - Nguyễn Anh Đức 24' | [ 1 ]    |
| Việt Nam xếp nhì Bảng C và giành vé tham dự Cúp bóng đá châu Á 2019. |               |         |       |          |                      |          |

Tập huấn tại Paju, Hàn Quốc
| Ngày        | Địa điểm       | Đối thủ           | Tỉ số | Vòng đấu | Cầu thủ ghi bàn                                   | Chi tiết |
| ----------- | -------------- | ----------------- | ----- | -------- | ------------------------------------------------- | -------- |
| 23 tháng 10 | Paju, Hàn Quốc | Incheon United FC | 1–2   | Tập huấn | - Nguyễn Văn Quyết 54'                            | [ 2 ]    |
| 25 tháng 10 | Paju, Hàn Quốc | FC Seoul          | 2–1   | Tập huấn | - Đinh Thanh Trung 79' - Nguyễn Công Phượng 90+1' | [ 3 ]    |
| 29 tháng 10 | Paju, Hàn Quốc | Seoul E-Land FC   | 0–2   | Tập huấn |                                                   | [ 4 ]    |

Giải vô địch bóng đá Đông Nam Á 2018
| Ngày                                                   | Địa điểm               | Đối thủ     | Tỉ số | Vòng đấu            | Cầu thủ ghi bàn                                                        | Chi tiết |
| ------------------------------------------------------ | ---------------------- | ----------- | ----- | ------------------- | ---------------------------------------------------------------------- | -------- |
| 8 tháng 11                                             | Viêng Chăn, Lào        | Lào         | 3–0   | Bảng A              | - Nguyễn Công Phượng 11' - Nguyễn Anh Đức 45+2' - Nguyễn Quang Hải 68' | [ 5 ]    |
| 16 tháng 11                                            | Hà Nội, Việt Nam       | Malaysia    | 2–0   | Bảng A              | - Nguyễn Công Phượng 11' - Nguyễn Anh Đức 60'                          | [ 6 ]    |
| 20 tháng 11                                            | Yangon, Myanmar        | Myanmar     | 0–0   | Bảng A              |                                                                        | [ 7 ]    |
| 24 tháng 11                                            | Hà Nội, Việt Nam       | Campuchia   | 3–0   | Bảng A              | - Nguyễn Tiến Linh 39' - Nguyễn Quang Hải 41' - Phan Văn Đức 61'       | [ 8 ]    |
| 2 tháng 12                                             | Bacolod,Philippines    | Philippines | 2–1   | Bán kết (lượt đi)   | - Nguyễn Anh Đức 12' - Phan Văn Đức 48'                                | [ 9 ]    |
| 6 tháng 12                                             | Hà Nội, Việt Nam       | Philippines | 2–1   | Bán kết (lượt về)   | - Nguyễn Quang Hải 83' - Nguyễn Công Phượng 87'                        | [ 10 ]   |
| 11 tháng 12                                            | Kuala Lumpur, Malaysia | Malaysia    | 2–2   | Chung kết (lượt đi) | - Nguyễn Huy Hùng 23' - Phạm Đức Huy 25'                               | [ 11 ]   |
| 15 tháng 12                                            | Hà Nội, Việt Nam       | Malaysia    | 1–0   | Chung kết (lượt về) | - Nguyễn Anh Đức 6'                                                    | [ 12 ]   |
| Việt Nam vô địch Giải vô địch bóng đá Đông Nam Á 2018. |                        |             |       |                     |                                                                        |          |

Giao hữu
| Ngày        | Địa điểm         | Đối thủ           | Tỉ số | Vòng đấu | Cầu thủ ghi bàn                                                                         | Chi tiết |
| ----------- | ---------------- | ----------------- | ----- | -------- | --------------------------------------------------------------------------------------- | -------- |
| 25 tháng 12 | Hà Nội, Việt Nam | CHDCND Triều Tiên | 1–1   | Giao hữu | - Nguyễn Tiến Linh 54'                                                                  | [ 13 ]   |
| 31 tháng 12 | Doha, Qatar      | Philippines       | 4–2   | Giao hữu | - Nguyễn Quang Hải 32' - Phan Văn Đức 34' - Đoàn Văn Hậu 56' - Quế Ngọc Hải 68' (ph.đ.) | [ 14 ]   |

### Đội tuyển Olympic & U-23 quốc gia
Giải vô địch bóng đá U-23 châu Á 2018
| Ngày                                                                  | Địa điểm                | Đối thủ    | Tỉ số       | Vòng đấu  | Cầu thủ ghi bàn | Chi tiết |
| --------------------------------------------------------------------- | ----------------------- | ---------- | ----------- | --------- | --- | -------- |
| 11 tháng 1                                                            | Côn Sơn, Trung Quốc     | Hàn Quốc   | 1–2         | Bảng D    | - Nguyễn Quang Hải 18' | [ 15 ]   |
| 14 tháng 1                                                            | Côn Sơn, Trung Quốc     | Úc         | 1–0         | Bảng D    | - Nguyễn Quang Hải 72' | [ 16 ]   |
| 17 tháng 1                                                            | Thường Thục, Trung Quốc | Syria      | 0–0         | Bảng D    | | [ 17 ]   |
| 20 tháng 1                                                            | Thường Thục, Trung Quốc | Iraq       | 3–3 (5–3 p) | Tứ kết    | - Nguyễn Công Phượng 12' - Phan Văn Đức 108' - Hà Đức Chinh 112' Loạt sút luân lưu - Vũ Văn Thanh - Nguyễn Quang Hải - Lương Xuân Trường - Hà Đức Chinh - Bùi Tiến Dũng | [ 18 ]   |
| 23 tháng 1                                                            | Thường Châu, Trung Quốc | Qatar      | 2–2 (4–3 p) | Bán kết   | - Nguyễn Quang Hải 69', 89' Loạt sút luân lưu - Nguyễn Quang Hải - Lương Xuân Trường - Hà Đức Chinh - Phan Văn Đức - Vũ Văn Thanh                                       | [ 19 ]   |
| 27 tháng 1                                                            | Thường Châu, Trung Quốc | Uzbekistan | 1–2 (h.p)   | Chung kết | - Nguyễn Quang Hải 41' | [ 20 ]   |
| Việt Nam giành ngôi á quân tại Giải vô địch bóng đá U-23 châu Á 2018. |                         |            |             |           | |          |

Giải bóng đá Quốc tế U-23 – Cúp Vinaphone 2018
| Ngày                                                             | Địa điểm         | Đối thủ    | Tỉ số | Vòng đấu | Cầu thủ ghi bàn                               | Chi tiết |
| ---------------------------------------------------------------- | ---------------- | ---------- | ----- | -------- | --------------------------------------------- | -------- |
| 3 tháng 8                                                        | Hà Nội, Việt Nam | Palestine  | 2–1   | Vòng 1   | - Nguyễn Anh Đức 42' - Nguyễn Công Phượng 52' | [ 21 ]   |
| 5 tháng 8                                                        | Hà Nội, Việt Nam | Oman       | 1–0   | Vòng 2   | - Đoàn Văn Hậu 89'                            | [ 22 ]   |
| 7 tháng 8                                                        | Hà Nội, Việt Nam | Uzbekistan | 1–1   | Vòng 3   | - Phan Văn Đức 80'                            | [ 23 ]   |
| Việt Nam vô địch Giải bóng đá Quốc tế U-23 – Cúp Vinaphone 2018. |                  |            |       |          |                                               |          |

Đại hội Thể thao châu Á 2018
| Ngày                                                  | Địa điểm            | Đối thủ  | Tỉ số       | Vòng đấu              | Cầu thủ ghi bàn | Chi tiết |
| ----------------------------------------------------- | ------------------- | -------- | ----------- | --------------------- | --- | -------- |
| 14 tháng 8                                            | Cikarang, Indonesia | Pakistan | 3–0         | Bảng D                | - Nguyễn Quang Hải 20' - Nguyễn Văn Quyết 42' - Nguyễn Công Phượng 72'                                                     | [ 24 ]   |
| 16 tháng 8                                            | Cikarang, Indonesia | Nepal    | 2–0         | Bảng D                | - Nguyễn Anh Đức 31' - Phan Văn Đức 63'                                                                                    | [ 25 ]   |
| 19 tháng 8                                            | Cikarang, Indonesia | Nhật Bản | 1–0         | Bảng D                | - Nguyễn Quang Hải 3' | [ 26 ]   |
| 23 tháng 8                                            | Bekasi, Indonesia   | Bahrain  | 1–0         | Vòng 16 đội           | - Nguyễn Công Phượng 88'                                                                                                   | [ 27 ]   |
| 27 tháng 8                                            | Bekasi, Indonesia   | Syria    | 1–0         | Tứ kết                | - Nguyễn Văn Toàn 108' | [ 28 ]   |
| 29 tháng 8                                            | Cibinong, Indonesia | Hàn Quốc | 1–3         | Bán kết               | - Trần Minh Vương 70' | [ 29 ]   |
| 1 tháng 9                                             | Cibinong, Indonesia | UAE      | 1–1 (3–4 p) | Tranh huy chương đồng | - Nguyễn Văn Quyết 28' Loạt sút luân lưu - Vũ Văn Thanh - Nguyễn Quang Hải - Hà Đức Chinh - Phan Văn Đức - Trần Minh Vương | [ 30 ]   |
| Việt Nam xếp thứ tư tại Đại hội Thể thao châu Á 2018. |                     |          |             |                       | |          |

Giao hữu
| Ngày      | Địa điểm               | Đối thủ   | Tỉ số | Vòng đấu | Cầu thủ ghi bàn    | Chi tiết |
| --------- | ---------------------- | --------- | ----- | -------- | ------------------ | -------- |
| 4 tháng 1 | Thượng Hải, Trung Quốc | Palestine | 1–1   | Giao hữu | - Hà Đức Chinh 49' | [ 31 ]   |

### Đội tuyển U-21 quốc gia
Giải bóng đá U-21 Quốc tế Báo Thanh Niên 2018
| Ngày                                                            | Địa điểm      | Đối thủ    | Tỉ số       | Vòng đấu  | Cầu thủ ghi bàn | Chi tiết |
| --------------------------------------------------------------- | ------------- | ---------- | ----------- | --------- | --- | -------- |
| 12 tháng 12                                                     | Huế, Việt Nam | Myanmar    | 5–2         | Vòng bảng | - Lê Văn Xuân 34' - Tống Anh Tỷ 38' - Đinh Thanh Bình 56', 71' - Trần Đức Nam 59'                                                    | [ 32 ]   |
| 14 tháng 12                                                     | Huế, Việt Nam | Malaysia   | 2–1         | Vòng bảng | - Đinh Thanh Bình 11' (ph.đ.) - Ngô Tùng Quốc 44'                                                                                    | [ 33 ]   |
| 16 tháng 12                                                     | Huế, Việt Nam | Gimhae CFC | 3–0         | Vòng bảng | - Phan Thanh Hậu 28' - Nguyễn Đoàn Trung Nhân 45' - Đinh Thanh Bình 89'                                                              | [ 34 ]   |
| 18 tháng 12                                                     | Huế, Việt Nam | Myanmar    | 2–2 (5–3 p) | Chung kết | - Trần Đức Nam 45', 64' Loạt sút luân lưu - Nguyễn Thành Chung - Nguyễn Thành Lộc - Ngô Tùng Quốc - Lương Hoàng Nam - Huỳnh Tấn Sinh | [ 35 ]   |
| Việt Nam vô địch Giải bóng đá U-21 Quốc tế Báo Thanh Niên 2018. |               |            |             |           | |          |

### Đội tuyển U-19 quốc gia
Giải bóng đá U-19 Quốc tế Báo Thanh Niên 2018
| Ngày                                                            | Địa điểm         | Đối thủ           | Tỉ số | Vòng đấu | Cầu thủ ghi bàn                                                  | Chi tiết |
| --------------------------------------------------------------- | ---------------- | ----------------- | ----- | -------- | ---------------------------------------------------------------- | -------- |
| 22 tháng 3                                                      | Pleiku, Việt Nam | Chonburi          | 3–0   | Vòng 1   | - Trương Tiến Anh 10' - Trần Công Minh 41' - Trần Văn Công 57'   |          |
| 24 tháng 3                                                      | Pleiku, Việt Nam | Seoul             | 2–1   | Vòng 2   | - Trần Công Minh 9' - Nhâm Mạnh Dũng 90+3'                       | [ 36 ]   |
| 28 tháng 3                                                      | Pleiku, Việt Nam | Hoàng Anh Gia Lai | 3–1   | Vòng 3   | - Nguyễn Hồng Sơn 18' - Bùi Hoàng Việt Anh 62' - Lê Văn Công 88' | [ 37 ]   |
| 30 tháng 3                                                      | Pleiku, Việt Nam | Mito Hollyhock    | 2–1   | Vòng 4   | - Lê Văn Nam 45' - Nguyễn Hồng Sơn 55'                           | [ 38 ]   |
| Việt Nam vô địch Giải bóng đá U-19 Quốc tế Báo Thanh Niên 2018. |                  |                   |       |          |                                                                  |          |

Cúp bóng đá Suwon JS 2018
| Ngày                                                  | Địa điểm        | Đối thủ  | Tỉ số | Vòng đấu | Cầu thủ ghi bàn       | Chi tiết |
| ----------------------------------------------------- | --------------- | -------- | ----- | -------- | --------------------- | -------- |
| 18 tháng 4                                            | Suwon, Hàn Quốc | México   | 0–4   | Vòng 1   |                       | [ 39 ]   |
| 20 tháng 4                                            | Suwon, Hàn Quốc | Maroc    | 1–1   | Vòng 2   | - Nguyễn Hồng Sơn 33' | [ 40 ]   |
| 22 tháng 4                                            | Suwon, Hàn Quốc | Hàn Quốc | 1–1   | Vòng 3   | - Nhâm Mạnh Dũng 37'  | [ 41 ]   |
| Việt Nam xếp cuối cùng tại Cúp bóng đá Suwon JS 2018. |                 |          |       |          |                       |          |

Giải vô địch bóng đá U-19 Đông Nam Á 2018
| Ngày                                                                                          | Địa điểm            | Đối thủ     | Tỉ số | Vòng đấu  | Cầu thủ ghi bàn                                                                                              | Chi tiết |
| --------------------------------------------------------------------------------------------- | ------------------- | ----------- | ----- | --------- | --- | -------- |
| 1 tháng 7                                                                                     | Gresik, Indonesia   | Thái Lan    | 0–0   | Vòng bảng | |          |
| 3 tháng 7                                                                                     | Sidoarjo, Indonesia | Philippines | 5–0   | Vòng bảng | - Lê Văn Nam 29', 50' - Lê Minh Bình 54', 85' - Nguyễn Hữu Thắng (sn 2000) 71'                               | [ 42 ]   |
| 5 tháng 7                                                                                     | Gresik, Indonesia   | Lào         | 4–1   | Vòng bảng | - Trần Danh Trung 25' - Xayasith Singsavang 38' (l.n.) - Đặng Văn Tới 45+2' - Nguyễn Hữu Thắng (sn 2000) 75' | [ 43 ]   |
| 7 tháng 7                                                                                     | Sidoarjo, Indonesia | Indonesia   | 0–1   | Vòng bảng | | [ 44 ]   |
| 9 tháng 7                                                                                     | Sidoarjo, Indonesia | Singapore   | 2–2   | Vòng bảng | - Nguyễn Hữu Thắng 18' - Lê Văn Nam 69'                                                                      | [ 45 ]   |
| Việt Nam xếp thứ 3 bảng A và dừng chân tại vòng bảng Giải vô địch bóng đá U19 Đông Nam Á 2018 |                     |             |       |           | |          |

Cúp Tứ hùng Qatar 2018
| Ngày                                            | Địa điểm   | Đối thủ     | Tỉ số | Vòng đấu | Cầu thủ ghi bàn                                                 | Chi tiết |
| ----------------------------------------------- | ---------- | ----------- | ----- | -------- | --------------------------------------------------------------- | -------- |
| 16 tháng 9                                      | Doha,Qatar | Qatar       | 1–4   | Vòng 1   | - Đặng Văn Tới 80' (ph.đ)                                       | [ 46 ]   |
| 19 tháng 9                                      | Doha,Qatar | Bờ Biển Ngà | 3–1   | Vòng 2   | - Đặng Văn Tới 48' - Lê Văn Nam 65' - Nguyễn Hùng Thiện Đức 90' | [ 47 ]   |
| 22 tháng 9                                      | Doha,Qatar | Uruguay     | 1–2   | Vòng 3   | - Nguyễn Hữu Thắng                                              | [ 48 ]   |
| Việt Nam xếp thứ ba tại Cúp Tứ hùng Qatar 2018. |            |             |       |          |                                                                 |          |

Giải vô địch bóng đá U-19 châu Á 2018
| Ngày                                                                                     | Địa điểm          | Đối thủ  | Tỉ số | Vòng đấu | Cầu thủ ghi bàn      | Chi tiết |
| ---------------------------------------------------------------------------------------- | ----------------- | -------- | ----- | -------- | -------------------- | -------- |
| 19 tháng 10                                                                              | Bekasi, Indonesia | Jordan   | 1–2   | Bảng C   | - Nhâm Mạnh Dũng 21' | [ 49 ]   |
| 22 tháng 10                                                                              | Bekasi, Indonesia | Úc       | 1–2   | Bảng C   | - Lê Văn Nam 85'     | [ 50 ]   |
| 25 tháng 10                                                                              | Bekasi, Indonesia | Hàn Quốc | 1–3   | Bảng C   | - Lê Xuân Tú 13'     | [ 51 ]   |
| Việt Nam xếp cuối Bảng C và dừng chân ở vòng bảng Giải vô địch bóng đá U-19 châu Á 2018. |                   |          |       |          |                      |          |

Giao hữu
| Ngày        | Địa điểm               | Đối thủ                      | Tỉ số | Vòng đấu | Cầu thủ ghi bàn                                                                   | Chi tiết |
| ----------- | ---------------------- | ---------------------------- | ----- | -------- | --------------------------------------------------------------------------------- | -------- |
| 18 tháng 6  | Thanh Viễn, Trung Quốc | Mai Châu Mai Huyền Thiết Hán | 6–0   | Giao hữu |                                                                                   | [ 52 ]   |
| 20 tháng 6  | Thanh Viễn, Trung Quốc | Mai Châu Mai Huyền Thiết Hán | 5–0   | Giao hữu | - Lê Văn Nam 10' - Lê Minh Bình 45' - Nhâm Mạnh Dũng 46', 67' - Trần Bảo Toàn 78' | [ 53 ]   |
| 24 tháng 6  | Thanh Viễn, Trung Quốc | Quảng Châu Hằng Đại Đào Bảo  | 1–1   | Giao hữu | - Lê Văn Xuân 30'                                                                 | [ 54 ]   |
| 14 tháng 10 | Cikarang, Indonesia    | Trung Quốc                   | 1–0   | Giao hữu | - Nhâm Mạnh Dũng 64'                                                              | [ 55 ]   |

### Đội tuyển U-16 quốc gia
Giải bóng đá quốc tế U-16 Nhật Bản–ASEAN 2018
| Ngày                                                                          | Địa điểm           | Đối thủ   | Tỉ số       | Vòng đấu  | Cầu thủ ghi bàn                            | Chi tiết |
| ----------------------------------------------------------------------------- | ------------------ | --------- | ----------- | --------- | ------------------------------------------ | -------- |
| 8 tháng 3                                                                     | Miyazaki, Nhật Bản | Lào       | 2–1         | Bảng D    | - Nguyễn Quốc Hoàng 43' - Hà Trung Hậu 51' | [ 56 ]   |
| 9 tháng 3                                                                     | Miyazaki, Nhật Bản | Miyazaki  | 0–0         | Bảng D    |                                            | [ 57 ]   |
| 11 tháng 3                                                                    | Miyazaki, Nhật Bản | Thái Lan  | 0–0 (5–4 p) | Bán kết   |                                            | [ 58 ]   |
| 12 tháng 3                                                                    | Miyazaki, Nhật Bản | Indonesia | 0–1         | Chung kết |                                            | [ 59 ]   |
| Việt Nam giành ngôi á quân tại Giải bóng đá quốc tế U-16 Nhật Bản–ASEAN 2018. |                    |           |             |           |                                            |          |

Giải vô địch bóng đá U-16 Đông Nam Á 2018
| Ngày                                                                                           | Địa điểm            | Đối thủ     | Tỉ số | Vòng đấu | Cầu thủ ghi bàn                                                                                      | Chi tiết |
| ---------------------------------------------------------------------------------------------- | ------------------- | ----------- | ----- | -------- | --- | -------- |
| 29 tháng 7                                                                                     | Gresik, Indonesia   | Campuchia   | 1–0   | Bảng A   | - Đinh Thanh Trung 36' (ph.đ.)                                                                       | [ 60 ]   |
| 31 tháng 7                                                                                     | Gresik, Indonesia   | Đông Timor  | 4–0   | Bảng A   | - Đinh Thanh Trung 17', 35' - Đoàn Chí Bảo 65' - Trịnh Văn Chung 75'                                 | [ 61 ]   |
| 2 tháng 8                                                                                      | Sidoarjo, Indonesia | Indonesia   | 2–4   | Bảng A   | - Đinh Thanh Trung 7', 73' (p)                                                                       | [ 62 ]   |
| 4 tháng 8                                                                                      | Gresik, Indonesia   | Philippines | 6–1   | Bảng A   | - Hoàng Văn Thông 19' - Nguyễn Quốc Hoàng 27', 58', 80+2' - Trịnh Văn Chung 40' - Đậu Ngọc Thành 80' | [ 63 ]   |
| 6 tháng 8                                                                                      | Sidoarjo, Indonesia | Myanmar     | 2–2   | Bảng A   | - Đinh Thanh Trung 28' - Hà Trung Hậu 70'                                                            | [ 64 ]   |
| Việt Nam xếp thứ ba Bảng A và dừng chân ở vòng bảng Giải vô địch bóng đá U-16 Đông Nam Á 2018. |                     |             |       |          | |          |

Giải vô địch bóng đá U-16 châu Á 2018
| Ngày                                                                                     | Địa điểm               | Đối thủ   | Tỉ số | Vòng đấu  | Cầu thủ ghi bàn       | Chi tiết |
| ---------------------------------------------------------------------------------------- | ---------------------- | --------- | ----- | --------- | --------------------- | -------- |
| 21 tháng 9                                                                               | Kuala Lumpur, Malaysia | Ấn Độ     | 0-1   | Vòng bảng |                       | [ 65 ]   |
| 24 tháng 9                                                                               | Kuala Lumpur, Malaysia | Indonesia | 1-1   | Vòng bảng | - Khuất Văn Khang 30' | [ 66 ]   |
| 27 tháng 9                                                                               | Kuala Lumpur, Malaysia | Iran      | 0–5   | Vòng bảng |                       | [ 67 ]   |
| Việt Nam xếp cuối Bảng C và dừng chân ở vòng bảng Giải vô địch bóng đá U-16 châu Á 2018. |                        |           |       |           |                       |          |

### Đội tuyển futsal quốc gia
Giải vô địch bóng đá trong nhà châu Á 2018
| Ngày                                                                    | Địa điểm          | Đối thủ           | Tỉ số | Vòng đấu | Cầu thủ ghi bàn                                           | Chi tiết |
| ----------------------------------------------------------------------- | ----------------- | ----------------- | ----- | -------- | --------------------------------------------------------- | -------- |
| 1 tháng 2                                                               | Tân Bắc, Đài Loan | Malaysia          | 1–2   | Bảng A   | - Vũ Đức Tùng 19'                                         | [ 68 ]   |
| 3 tháng 2                                                               | Tân Bắc, Đài Loan | Bahrain           | 2–1   | Bảng A   | - Nguyễn Đắc Huy 18' - Phùng Trọng Luân 19'               | [ 69 ]   |
| 5 tháng 2                                                               | Tân Bắc, Đài Loan | Đài Bắc Trung Hoa | 3–1   | Bảng A   | - Vũ Đức Tùng 29' - Phạm Đức Hoà 30' - Nguyễn Đắc Huy 39' | [ 70 ]   |
| 8 tháng 2                                                               | Tân Bắc, Đài Loan | Uzbekistan        | 1–3   | Tứ kết   | - Phùng Trọng Luân 29'                                    | [ 71 ]   |
| Việt Nam dừng chân ở tứ kết Giải vô địch bóng đá trong nhà châu Á 2018. |                   |                   |       |          |                                                           |          |

Giải futsal quốc tế CFA 2018
| Ngày                                                         | Địa điểm           | Đối thủ     | Tỉ số | Vòng đấu | Cầu thủ ghi bàn | Chi tiết |
| ------------------------------------------------------------ | ------------------ | ----------- | ----- | -------- | --- | -------- |
| 22 tháng 6                                                   | Hồ Nam, Trung Quốc | Nga         | 2–6   | Vòng 1   | | [ 72 ]   |
| 23 tháng 6                                                   | Hồ Nam, Trung Quốc | Trung Quốc  | 4–0   | Vòng 2   | - Tôn Thất Phi 8' - Châu Đoàn Phát 10' - Nguyễn Đắc Huy 22' - Trần Quang Toàn 28'                                                                     | [ 73 ]   |
| 24 tháng 6                                                   | Hồ Nam, Trung Quốc | New Zealand | 7–0   | Vòng 3   | - Nguyễn Thành Tín (1 bàn) - Trần Quang Toàn (2 bàn) - Chu Văn Tiến (1 bàn) - Dương Ngọc Linh (1 bàn) - Nguyễn Đắc Huy (1 bàn) - Đặng Anh Tài (1 bàn) | [ 74 ]   |
| Việt Nam giành ngôi á quân tại Giải futsal quốc tế CFA 2018. |                    |             |       |          | |          |

Tập huấn tại Thái Lan
| Ngày        | Địa điểm           | Đối thủ   | Tỉ số | Vòng đấu | Cầu thủ ghi bàn         | Chi tiết |
| ----------- | ------------------ | --------- | ----- | -------- | ----------------------- | -------- |
| 22 tháng 10 | Băng Cốc, Thái Lan | Thai Port | 1-1   | Tập huấn | - Vũ Quốc Hưng 40'      | [ 75 ]   |
| 30 tháng 10 | Băng Cốc, Thái Lan | Highways  | 2-2   | Tập huấn | - Phạm Đức Hoà 12', 30' | [ 76 ]   |

Giải vô địch bóng đá trong nhà Đông Nam Á 2018
| Ngày                                                                    | Địa điểm              | Đối thủ    | Tỉ số       | Vòng đấu      | Cầu thủ ghi bàn | Chi tiết |
| ----------------------------------------------------------------------- | --------------------- | ---------- | ----------- | ------------- | --- | -------- |
| 5 tháng 11                                                              | Yogyakarta, Indonesia | Brunei     | 9–0         | Bảng B        | - Chu Văn Tiến 6' - Vũ Quốc Hưng 13' - Tôn Thất Phi 14' - Nguyễn Thành Tín 14', 26', 34' - Nguyễn Mạnh Dũng 20' - Châu Đoàn Phát 28' - Trần Văn Vũ 35' | [ 77 ]   |
| 6 tháng 11                                                              | Yogyakarta, Indonesia | Đông Timor | 8-1         | Bảng B        | - Vũ Quốc Hưng 3' - Tôn Thất Phi 5' - Nguyễn Mạnh Dũng 8' - Nguyễn Thành Tín 12' - Chu Văn Tiến 13', 21' - Đặng Anh Tài 29', 39'                       | [ 78 ]   |
| 7 tháng 11                                                              | Yogyakarta, Indonesia | Thái Lan   | 1–4         | Bảng B        | - Trần Văn Vũ 14' | [ 79 ]   |
| 9 tháng 11                                                              | Yogyakarta, Indonesia | Malaysia   | 2-2 4-5(p.) | Bán kết       | - Vũ Quốc Hưng 30' - Nguyễn Thành Tín 40' | [ 80 ]   |
| 11 tháng 11                                                             | Yogyakarta, Indonesia | Indonesia  | 1–3         | Tranh hạng ba | - Đặng Anh Tài | [ 81 ]   |
| Việt Nam xếp thứ tư tại Giải vô địch bóng đá trong nhà Đông Nam Á 2018. |                       |            |             |               | |          |

### Đội tuyển futsal U-20 quốc gia
Vòng loại Giải vô địch bóng đá trong nhà U-20 châu Á 2019
| Ngày                                                                                            | Địa điểm           | Đối thủ   | Tỉ số | Vòng đấu   | Cầu thủ ghi bàn                                                       | Chi tiết |
| ----------------------------------------------------------------------------------------------- | ------------------ | --------- | ----- | ---------- | --------------------------------------------------------------------- | -------- |
| 5 tháng 12                                                                                      | Băng Cốc, Thái Lan | Indonesia | 3–3   | Bảng ASEAN | - Đào Minh Quảng 11' - Nguyễn Huỳnh Thanh Huy 14' - Huỳnh Mi Woen 26' | [ 82 ]   |
| 6 tháng 12                                                                                      | Băng Cốc, Thái Lan | Myanmar   | 2-1   | Bảng ASEAN | - Nguyễn Huỳnh Thanh Huy 8' - Châu Đoàn Phát 14'                      | [ 83 ]   |
| 8 tháng 12                                                                                      | Băng Cốc, Thái Lan | Thái Lan  | 1-1   | Bảng ASEAN | - Huỳnh Mi Woen 13'                                                   | [ 84 ]   |
| 9 tháng 12                                                                                      | Băng Cốc, Thái Lan | Malaysia  | 2-1   | Bảng ASEAN | - Nhan Gia Hưng 2' - Huỳnh Mi Woen 40'                                | [ 85 ]   |
| Việt Nam xếp nhì bảng ASEAN và giành vé tham dự Giải vô địch bóng đá trong nhà U-20 châu Á 2019 |                    |           |       |            |                                                                       |          |

## Nữ

### Đội tuyển nữ quốc gia
Giải bóng đá tứ hùng quốc tế Quảng Đông 2018
| Ngày                                                                     | Địa điểm               | Đối thủ    | Tỉ số | Vòng đấu | Cầu thủ ghi bàn | Chi tiết |
| ------------------------------------------------------------------------ | ---------------------- | ---------- | ----- | -------- | --------------- | -------- |
| 19 tháng 1                                                               | Quảng Châu, Trung Quốc | Trung Quốc | 0–4   | Vòng 1   |                 | [ 86 ]   |
| 21 tháng 1                                                               | Quảng Châu, Trung Quốc | Colombia   | 0–2   | Vòng 2   |                 | [ 87 ]   |
| 23 tháng 1                                                               | Quảng Châu, Trung Quốc | Thái Lan   | 0–2   | Vòng 3   |                 |          |
| Việt Nam xếp cuối cùng tại Giải bóng đá tứ hùng quốc tế Quảng Đông 2018. |                        |            |       |          |                 |          |

Cúp bóng đá nữ châu Á 2018
| Ngày                                                                           | Địa điểm      | Đối thủ  | Tỉ số | Vòng đấu | Cầu thủ ghi bàn | Chi tiết |
| ------------------------------------------------------------------------------ | ------------- | -------- | ----- | -------- | --------------- | -------- |
| 7 tháng 4                                                                      | Amman, Jordan | Nhật Bản | 0–4   | Bảng B   |                 | [ 88 ]   |
| 10 tháng 4                                                                     | Amman, Jordan | Úc       | 0–8   | Bảng B   |                 | [ 89 ]   |
| 13 tháng 4                                                                     | Amman, Jordan | Hàn Quốc | 0–4   | Bảng B   |                 | [ 90 ]   |
| Việt Nam xếp cuối bảng B và dừng chân tại vòng bảng Cúp bóng đá nữ châu Á 2018 |               |          |       |          |                 |          |

Giải vô địch bóng đá nữ Đông Nam Á 2018
| Ngày                                                             | Địa điểm             | Đối thủ     | Tỉ số | Vòng đấu      | Cầu thủ ghi bàn | Chi tiết |
| ---------------------------------------------------------------- | -------------------- | ----------- | ----- | ------------- | --- | -------- |
| 3 tháng 7                                                        | Palembang, Indonesia | Indonesia   | 6–0   | Bảng B        | - Huỳnh Như 2', 52' - Nguyễn Thị Vạn 28' - Phạm Hải Yến 41' - Thái Thị Thảo 48' - Nguyễn Thị Tuyết Dung 63'                                          |          |
| 5 tháng 7                                                        | Palembang, Indonesia | Singapore   | 10–0  | Bảng B        | - Nguyễn Thị Thuý Hằng 12', 41', 70' - Hoàng Thị Loan 27' - Nguyễn Thị Tuyết Dung 31' (p), 34' - Nguyễn Thị Vạn 54', 66', 78' - Phạm Hoàng Quỳnh 62' | [ 91 ]   |
| 7 tháng 7                                                        | Palembang, Indonesia | Philippines | 5–0   | Bảng B        | - Nguyễn Thị Vạn 2' - Huỳnh Như 12', 30' - Phạm Hoàng Quỳnh 41' - Thái Thị Thảo 78'                                                                  | [ 92 ]   |
| 9 tháng 7                                                        | Palembang, Indonesia | Myanmar     | 4–3   | Bảng B        | - Phạm Hải Yến 22', 50' - Huỳnh Như 55', 77' | [ 93 ]   |
| 11 tháng 7                                                       | Palembang, Indonesia | Úc          | 2–4   | Bán kết       | - Nguyễn Thị Tuyết Dung 17', 88' (p) | [ 94 ]   |
| 13 tháng 7                                                       | Palembang, Indonesia | Myanmar     | 3–0   | Tranh hạng ba | - Nguyễn Thị Tuyết Dung 10' - Nguyễn Thị Vạn 68' - Phạm Thị Hải Yến 70'                                                                              | [ 95 ]   |
| Việt Nam xếp thứ ba tại Giải vô địch bóng đá nữ Đông Nam Á 2018. |                      |             |       |               | |          |

Đại hội Thể thao châu Á 2018
| Ngày                                                      | Địa điểm             | Đối thủ           | Tỉ số       | Vòng đấu | Cầu thủ ghi bàn                                                        | Chi tiết |
| --------------------------------------------------------- | -------------------- | ----------------- | ----------- | -------- | ---------------------------------------------------------------------- | -------- |
| 19 tháng 8                                                | Palembang, Indonesia | Thái Lan          | 3–2         | Bảng C   | - Nguyễn Thị Tuyết Dung 22' - Nguyễn Thị Vạn 33' - Nguyễn Thị Liễu 39' | [ 96 ]   |
| 21 tháng 8                                                | Palembang, Indonesia | Nhật Bản          | 0–7         | Bảng C   |                                                                        | [ 97 ]   |
| 24 tháng 8                                                | Palembang, Indonesia | Đài Bắc Trung Hoa | 0–0 (3–4 p) | Tứ kết   |                                                                        | [ 98 ]   |
| Việt Nam dừng chân ở tứ kết Đại hội Thể thao châu Á 2018. |                      |                   |             |          |                                                                        |          |

Giao hữu
| Ngày       | Địa điểm             | Đối thủ                  | Tỉ số | Vòng đấu | Cầu thủ ghi bàn | Chi tiết |
| ---------- | -------------------- | ------------------------ | ----- | -------- | --- | -------- |
| 26 tháng 3 | Munich, Đức          | Bayern München           | 1–1   | Giao hữu | - Huỳnh Như 40' | [ 99 ]   |
| 29 tháng 3 | Mönchengladbach, Đức | Borussia Mönchengladbach | 11–0  | Giao hữu | - Huỳnh Như (3 bàn) - Phạm Hoàng Quỳnh (2 bàn) - Nguyễn Thị Tuyết Dung (2 bàn) - Thái Thị Thảo (2 bàn) - Nguyễn Thị Muôn (2 bàn) - Nguyễn Thị Vạn (2 bàn) - Nguyễn Thị Thuý Hằng (2 bàn) - Phạm Hải Yến (2 bàn) | [ 100 ]  |
| 19 tháng 7 | Hà Nội, Việt Nam     | Đài Bắc Trung Hoa        | 4–3   | Giao hữu | - Nguyễn Thị Tuyết Dung 57' (p) - Nguyễn Thị Vạn 68' - Nguyễn Thị Mỹ Anh 70' - Chương Thị Kiều 85' | [ 101 ]  |
| 25 tháng 7 | Hà Nội, Việt Nam     | Đài Bắc Trung Hoa        | 4–0   | Giao hữu | - Nguyễn Thị Tuyết Dung 15', 26' (p) | [ 102 ]  |
| 2 tháng 8  | Mimasaka, Nhật Bản   | Yunogo Belle             | 2–2   | Giao hữu | - Nguyễn Thị Vạn 17' - Nguyễn Thị Tuyết Dung 57' | [ 103 ]  |
| 5 tháng 8  | Mimasaka, Nhật Bản   | Okayama                  | 0–2   | Giao hữu | | [ 104 ]  |
| 9 tháng 8  | Mimasaka, Nhật Bản   | Đại học Kibi             | 6–0   | Giao hữu | - Huỳnh Như 24' - Nguyễn Thị Tuyết Dung 45' - Phạm Hải Yến (1 bàn) - Nguyễn Thị Mỹ Anh (2 bàn) - Nguyễn Thị Thúy Hằng (1 bàn)                                                                                   | [ 105 ]  |

### Đội tuyển nữ U-19 quốc gia
Vòng loại Giải vô địch bóng đá nữ U-19 châu Á 2019 (Vòng 1)
| Ngày                                                                                        | Địa điểm         | Đối thủ   | Tỉ số | Vòng đấu | Cầu thủ ghi bàn | Chi tiết |
| ------------------------------------------------------------------------------------------- | ---------------- | --------- | ----- | -------- | --- | -------- |
| 24 tháng 10                                                                                 | Hà Nội, Việt Nam | Malaysia  | 2–1   | Bảng E   | - Nguyễn Thị Tuyết Ngân 60' - Nguyễn Thị Hoà 69'                                                                                      | [ 106 ]  |
| 26 tháng 10                                                                                 | Hà Nội, Việt Nam | Singapore | 11–0  | Bảng E   | - Nguyễn Thị Tuyết Ngân 10', 21', 69' - Trần Thị Thu Xuân 14', 83', 89' - Cù Thị Huỳnh Như 30', 42', 45+2' (p.), 51' - Vũ Thị Hoa 60' | [ 107 ]  |
| 28 tháng 10                                                                                 | Hà Nội, Việt Nam | Jordan    | 4–0   | Bảng E   | - Nguyễn Thị Tuyết Ngân 4', 7', 25' - Ngân Thị Vạn Sự 81'                                                                             | [ 108 ]  |
| Việt Nam nhất Bảng E vào lọt vào vòng loại thứ hai Giải vô địch bóng đá nữ U-19 châu Á 2019 |                  |           |       |          | |          |

### Đội tuyển nữ U-16 quốc gia
Giải vô địch bóng đá nữ U-16 Đông Nam Á 2018
| Ngày                                                                  | Địa điểm             | Đối thủ     | Tỉ số       | Vòng đấu      | Cầu thủ ghi bàn                                                  | Chi tiết |
| --------------------------------------------------------------------- | -------------------- | ----------- | ----------- | ------------- | ---------------------------------------------------------------- | -------- |
| 1 tháng 5                                                             | Palembang, Indonesia | Myanmar     | 0–0         | Bảng A        |                                                                  | [ 109 ]  |
| 3 tháng 5                                                             | Palembang, Indonesia | Singapore   | 4–0         | Bảng A        | - Iris Ang 5' (l.n.) - Vũ Thị Hoa 18', 38' - Đặng Thanh Thảo 58' | [ 110 ]  |
| 7 tháng 5                                                             | Palembang, Indonesia | Philippines | 3–0         | Bảng A        | - Vũ Thị Hoa 49' - Đặng Thanh Thảo 51', 81'                      |          |
| 9 tháng 5                                                             | Palembang, Indonesia | Malaysia    | 1–0         | Bảng A        | - Hồ Thị Kim Én 44'                                              | [ 111 ]  |
| 11 tháng 5                                                            | Palembang, Indonesia | Thái Lan    | 0–0 (4–5 p) | Bán kết       |                                                                  |          |
| 13 tháng 5                                                            | Palembang, Indonesia | Lào         | 0–0 (3–0 p) | Tranh hạng ba |                                                                  |          |
| Việt Nam xếp thứ ba tại Giải vô địch bóng đá nữ U-16 Đông Nam Á 2018. |                      |             |             |               |                                                                  |          |

Vòng loại Giải vô địch bóng đá nữ U-16 châu Á 2019 (Vòng 1)
| Ngày | Địa điểm          | Đối thủ    | Tỉ số | Vòng đấu | Cầu thủ ghi bàn | Chi tiết |
| --- | ----------------- | ---------- | ----- | -------- | --- | -------- |
| 15 tháng 9 | Dhaka, Bangladesh | UAE        | 4–0   | Bảng F   | - Phan Thị Ngọc Trâm 15', 25' - Đỗ Thị Nhi 79' - Bùi Thị Thương 90+3'                                                                            | [ 112 ]  |
| 19 tháng 9 | Dhaka, Bangladesh | Bahrain    | 14–0  | Bảng F   | - Nguyễn Thị Như Quỳnh 11', 14', 52' - Vũ Thị Hoa 20', 35', 37', 51' (ph.đ) - Đặng Thanh Thảo 28', 38', 40', 43', 45+1', 74' - Ngô Thị Huyền 86' | [ 113 ]  |
| 21 tháng 9 | Dhaka, Bangladesh | Liban      | 7–0   | Bảng F   | - Vũ Thị Hoa 20', 24', 35' - Đặng Thanh Thảo 37' - Phan Thị Ngọc Trâm 62' - Trần Nhật Lan 82' - Bùi Thị Thương 84'                               | [ 114 ]  |
| 23 tháng 9 | Dhaka, Bangladesh | Bangladesh | 0–2   | Bảng F   | | [ 115 ]  |
| Việt Nam đứng nhì Bảng F và lọt vào vòng loại thứ hai Giải vô địch bóng đá nữ U-16 châu Á 2019 vì là 1 trong 2 đội nhì tốt nhất. |                   |            |       |          | |          |

### Đội tuyển futsal nữ quốc gia
Giải vô địch bóng đá trong nhà nữ châu Á 2018
| Ngày                                                                     | Địa điểm           | Đối thủ           | Tỉ số       | Vòng đấu      | Cầu thủ ghi bàn                                                                                         | Chi tiết          |
| ------------------------------------------------------------------------ | ------------------ | ----------------- | ----------- | ------------- | --- | ----------------- |
| 2 tháng 5                                                                | Băng Cốc, Thái Lan | Đài Bắc Trung Hoa | 1–0         | Bảng B        | - Nguyễn Thị Thành 30'                                                                                  | [ cần dẫn nguồn ] |
| 4 tháng 5                                                                | Băng Cốc, Thái Lan | Bangladesh        | 7–0         | Bảng B        | - Đỗ Thị Nguyên 3', 31', 39' - Võ Thị Thùy Trinh 11', 12' - Nguyễn Thị Thành 21' - Lê Thị Thùy Linh 24' |                   |
| 6 tháng 5                                                                | Băng Cốc, Thái Lan | Malaysia          | 3–1         | Bảng B        | - Đỗ Thị Nguyên 17' - Trịnh Nguyễn Thanh Hằng 18', 39'                                                  |                   |
| 9 tháng 5                                                                | Băng Cốc, Thái Lan | Indonesia         | 2–1         | Tứ kết        | - Bùi Thị Trang 13' - Nguyễn Thị Huế 37'                                                                | [ 116 ]           |
| 10 tháng 5                                                               | Băng Cốc, Thái Lan | Iran              | 0–5         | Bán kết       | | [ 117 ]           |
| 12 tháng 5                                                               | Băng Cốc, Thái Lan | Thái Lan          | 0–0 (2–3 p) | Tranh hạng ba | |                   |
| Việt Nam xếp thứ tư trong Giải vô địch bóng đá trong nhà nữ châu Á 2018. |                    |                   |             |               | |                   |

Giao hữu
| Ngày       | Địa điểm             | Đối thủ    | Tỉ số       | Vòng đấu | Cầu thủ ghi bàn                                                         | Chi tiết |
| ---------- | -------------------- | ---------- | ----------- | -------- | ----------------------------------------------------------------------- | -------- |
| 21 tháng 4 | Đại Liên, Trung Quốc | Trung Quốc | 2–5 (h.p.)  | Giao hữu | Lê Thị Thuỳ Linh (1 bàn) Nguyễn Thị Huế (1 bàn)                         | [ 118 ]  |
| 22 tháng 4 | Đại Liên, Trung Quốc | Trung Quốc | 3–3 (3–1 p) | Giao hữu | Nguyễn Thị Châu (1 bàn) Bùi Thị Trang (1 bàn) Võ Thị Thuỳ Trinh (1 bàn) | [ 119 ]  |
| 28 tháng 4 | Băng Cốc, Thái Lan   | Thái Lan   | 0–4         | Giao hữu |                                                                         | [ 120 ]  |